# Szerszeniowce
Szerszeniowce – wieś na Ukrainie w rejonie czortkowskim należącym do obwodu tarnopolskiego, położona nad rzeką Seret.